# Fairview, Virginia
Fairview är en ort i Mecklenburg County i delstaten Virginia, USA.